# PowerBook Duo 280c
Il PowerBook Duo 280c è un computer portatile prodotto da Apple Computer nel 1995 e dismesso nel 1997.